# Michał Matyas
Michał Franciszek Mieczysław Matyas (Brzozów, 28 settembre 1910 – Cracovia, 23 ottobre 1975) è stato un allenatore di calcio e calciatore polacco, di ruolo attaccante. Nel corso della sua carriera è stato prima giocatore e poi allenatore della Nazionale polacca.

## Carriera

### Giocatore

#### Club
Matyas crebbe calcisticamente nel Pogoń Lwów, squadra polacca con sede a Leopoli. Dal 1926 al 1929 giocò infatti con la squadra giovanile, debuttando in prima squadra nel 1929. Rimase al Pogoń per 10 stagioni, vincendo tre volte il campionato polacco e mettendo a segno 100 reti in 156 partite. Fu inoltre il capocannoniere della Liga 1935 con 22 reti.
Nel 1939 fu costretto a lasciare la Polonia per via dello scoppio della seconda guerra mondiale; si rifugiò pertanto in Unione Sovietica, continuando l'attività di calciatore. Nel 1939-1940 militò infatti nel Naftovyk Boryslav, e la stagione successiva nella Dynamo Kiev. Al termine del conflitto bellico fece ritorno in patria, concludendo la carriera di calciatore al Polonia Bytom nel 1948.

#### Nazionale
Matyas vestì la maglia della Polonia in 18 occasioni, realizzando 7 reti. Fece il suo debutto internazionale il 10 luglio 1932 in occasione di un'amichevole giocata contro la Svezia a Varsavia. Il suo primo gol arriverà tre mesi dopo, sempre in amichevole, contro la Romania. Nel 1934 disputò la sfida contro la Cecoslovacchia valevole per la qualificazione al Mondiale, e in seguito giocò con continuità altre amichevoli nel corso degli anni trenta.
Nel 1936 venne convocato per i Giochi olimpici di Berlino. Disputò solamente una delle quattro partite del torneo olimpico: la finale valevole per il terzo posto, vinta dalla Norvegia.
La sua ultima presenza con la Nazionale è datata 22 gennaio 1939, in occasione di un'amichevole giocata a Parigi e persa dai polacchi 4-0 contro la Francia.

### Allenatore
Terminata l'attività di giocatore Matyas intraprese quella di allenatore. Per quattro stagioni fu alla guida del Wisła Cracovia (1950-1954) e nello stesso periodo guidò brevemente la Polonia: fece infatti parte del comitato di selezionatori alla guida della Nazionale, e fu presente ai Giochi olimpici di Helsinki.
Proseguì la carriera allo Stal Mielec, rimanendovi dal 1954 al 1963 con una parentesi di due anni al KS Cracovia. Allenò poi il Polonia Bytom, squadra in cui aveva già militato da giocatore, e nel 1966 assunse stabilmente la guida della Nazionale polacca; mantenne l'incarico fino al 1967.
Concluse la carriera di allenatore nel 1973 ancora al KS Cracovia; in precedenza aveva guidato il Górnik Zabrze, il Wisła Cracovia e lo stesso KS Cracovia.

## Statistiche

### Cronologia presenze e reti in nazionale
| Cronologia completa delle presenze e delle reti in nazionale ― Polonia | Cronologia completa delle presenze e delle reti in nazionale ― Polonia | Cronologia completa delle presenze e delle reti in nazionale ― Polonia | Cronologia completa delle presenze e delle reti in nazionale ― Polonia | Cronologia completa delle presenze e delle reti in nazionale ― Polonia | Cronologia completa delle presenze e delle reti in nazionale ― Polonia | Cronologia completa delle presenze e delle reti in nazionale ― Polonia | Cronologia completa delle presenze e delle reti in nazionale ― Polonia |
| Data                                                                   | Città                                                                  | In casa                                                                | Risultato                                                              | Ospiti                                                                 | Competizione                                                           | Reti                                                                   | Note                                                                   |
| ---------------------------------------------------------------------- | ---------------------------------------------------------------------- | ---------------------------------------------------------------------- | ---------------------------------------------------------------------- | ---------------------------------------------------------------------- | ---------------------------------------------------------------------- | ---------------------------------------------------------------------- | ---------------------------------------------------------------------- |
| 10-7-1932                                                              | Varsavia                                                               | Polonia                                                                | 2 – 0                                                                  | Svezia                                                                 | Amichevole                                                             | -                                                                      |                                                                        |
| 2-10-1932                                                              | Bucarest                                                               | Romania                                                                | 0 – 5                                                                  | Polonia                                                                | Amichevole                                                             | 1                                                                      |                                                                        |
| 4-6-1933                                                               | Varsavia                                                               | Polonia                                                                | 0 – 1                                                                  | Belgio                                                                 | Amichevole                                                             | -                                                                      |                                                                        |
| 15-10-1933                                                             | Varsavia                                                               | Polonia                                                                | 1 – 2                                                                  | Cecoslovacchia                                                         | Qual. Mondiali 1934                                                    | -                                                                      |                                                                        |
| 3-12-1933                                                              | Berlino                                                                | Germania                                                               | 1 – 0                                                                  | Polonia                                                                | Amichevole                                                             | -                                                                      |                                                                        |
| 21-5-1934                                                              | Copenaghen                                                             | Danimarca                                                              | 4 – 2                                                                  | Polonia                                                                | Amichevole                                                             | -                                                                      |                                                                        |
| 23-5-1934                                                              | Stoccolma                                                              | Svezia                                                                 | 4 – 2                                                                  | Polonia                                                                | Amichevole                                                             | -                                                                      |                                                                        |
| 12-5-1935                                                              | Vienna                                                                 | Austria                                                                | 5 – 2                                                                  | Polonia                                                                | Amichevole                                                             | 2                                                                      |                                                                        |
| 18-8-1935                                                              | Katowice                                                               | Polonia                                                                | 2 – 3                                                                  | Jugoslavia                                                             | Amichevole                                                             | 1                                                                      |                                                                        |
| 6-10-1935                                                              | Varsavia                                                               | Polonia                                                                | 1 – 0                                                                  | Austria                                                                | Amichevole                                                             | 1                                                                      |                                                                        |
| 3-11-1935                                                              | Bucarest                                                               | Romania                                                                | 4 – 1                                                                  | Polonia                                                                | Amichevole                                                             | -                                                                      |                                                                        |
| 16-2-1936                                                              | Bruxelles                                                              | Belgio                                                                 | 0 – 2                                                                  | Polonia                                                                | Amichevole                                                             | -                                                                      |                                                                        |
| 13-8-1936                                                              | Berlino                                                                | Norvegia                                                               | 3 – 2                                                                  | Polonia                                                                | Olimpiadi 1936                                                         | -                                                                      |                                                                        |
| 6-9-1936                                                               | Riga                                                                   | Lettonia                                                               | 3 – 3                                                                  | Polonia                                                                | Amichevole                                                             | 1                                                                      |                                                                        |
| 13-9-1936                                                              | Varsavia                                                               | Polonia                                                                | 1 – 1                                                                  | Germania                                                               | Amichevole                                                             | -                                                                      |                                                                        |
| 4-7-1937                                                               | Łódź                                                                   | Polonia                                                                | 2 – 4                                                                  | Romania                                                                | Amichevole                                                             | 1                                                                      |                                                                        |
| 12-9-1937                                                              | Varsavia                                                               | Polonia                                                                | 3 – 1                                                                  | Danimarca                                                              | Amichevole                                                             | -                                                                      |                                                                        |
| 22-1-1939                                                              | Parigi                                                                 | Francia                                                                | 4 – 0                                                                  | Polonia                                                                | Amichevole                                                             | -                                                                      |                                                                        |
| Totale                                                                 |                                                                        | Presenze                                                               | 18                                                                     |                                                                        | Reti                                                                   | 7                                                                      |                                                                        |

## Palmarès

### Allenatore

#### Competizioni nazionali
- Campionato polacco: 1

Wisla Cracovia: 1950
- Coppa di Polonia: 1

Górnik Zabrze: 1969-1970

#### Competizioni internazionali
- Coppa Piano Karl Rappan: 1

Polonia Bytom: 1964-1965